# 72 godziny
72 godziny (ang.: 3 Days to Kill) –  film koprodukcji francusko-amerykańskiej thriller dramatyczny z 2014 roku w reżyserii McG. Scenariusz do filmu napisali Luc Besson i Adi Hasak.

## Obsada
- Kevin Costner jako Ethan Runner
- Hailee Steinfeld jako Zoey
- Amber Heard jako agent Vivi
- Connie Nielsen
- Richard Sammel
- Eriq Ebouaney
- Tómas Lemarquis
- Big John jako Louis